# مردم هلندی
مردم هلندی (Nederlanders) گروهی قومی ساکن در کشور هلند کنونی است. این مردمان اروپایی به زبان هلندی صحبت می‌کنند. مردم هلند و فرزندان آنها در سراسر جوامع جهان مهاجر یافته‌اند، هلندی‌ها در کشورهای آفریقای جنوبی با ۷ میلیون نفر، ایالات متحده آمریکا با ۵ میلیون نفر و در فرانسه و کانادا، هر کدام، با بیش از ۱ میلیون نفر جمعیت حضور دارند.

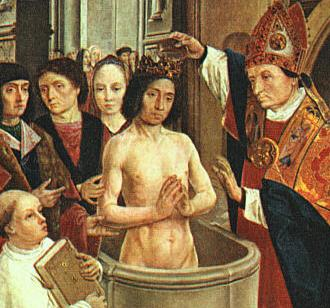
نقاشی از کلوویس پادشاه فرانک در حال گرویدن به مسیحیت

مردم هلند به‌طور کلی به عنوان پیشگامان سرمایه‌داری دیده می‌شوند و تأکید آنها بر یک اقتصاد مدرن، سکولاریسم و بازار آزاد است. هنر سنتی و فرهنگ هلندی شامل اشکال مختلف موسیقی سنتی، رقص، سبک‌های معماری و لباس که برخی از آنها در سطح جهانی شناخته شده می‌باشد. به‌صورت بین‌المللی، نقاشان هلندی مانند رامبراند، ورمیر و ون گوگ مشهور هستند. دین غالب هلندی مسیحیت (هم کاتولیک و هم پروتستان) است. درصد قابل توجهی از هلندی پیروان اومانیسم، الحاد یا معنویت فردی هستند.